# Emilio Muñoz
Pour les articles homonymes, voir Muñoz et Vázquez.
Emilio Muñoz Vázquez, né le 23 mai 1962 à Séville (Espagne), est un ancien matador espagnol.

## Présentation
Emilio Muñoz, né à Séville dans le quartier « taurinissime » de Triana, a toujours connu les toros. Il a commencé sa carrière à 9 ans, a pris l’alternative à l’âge ou beaucoup ne font que des novilladas sans picador et a pris sa retraite à celui où les autres prennent l’alternative.
Le « Mozart de la tauromachie » (ainsi que le présentaient les publicités) a passé son enfance à toréer et à recevoir des bonbons en guise de fleurs. Après l’alternative, « Mozart » a eu une carrière pleine de promesses, toutes bientôt  fanées. Il se retire en 1986, fatigué et usé, moins par les toros que par les cornadas (« coups de cornes ») du milieu taurin. En 1990, il effectue un retour audacieux mais espéré, pour se retirer à nouveau et définitivement trois ans plus tard. Aujourd’hui, Muñoz participe chaque année à quelques festivals, distillant avec parcimonie son immense talent.
Depuis 2003, il participe aux retransmissions en direct des spectacles en compagnie de David Casas et Manolo Molés sur la chaine Canal + Toros.

### Carrière
- Débuts en public : Sanlúcar la Mayor (Espagne, province de Séville) en 1972.
- Alternative : Valence (Espagne) le 11 mars 1979. Parrain, « Paquirri » ; témoin, Dámaso González. Taureaux de la ganadería de Carlos Núñez.
- Confirmation d’alternative à Madrid : 19 mai 1980. Parrain, Ángel Teruel ; témoin, « Manzanares ». Taureaux de la ganadería de Torrestrella.

## Musique
- Take a Bow, chanson de Madonna. Clip vidéo  tourné à Ronda en Espagne, dans lequel Madonna est amoureuse d'un torero interprété par Emilio Muñoz.